# تاریخچه لینوکس
در سال ۱۹۹۱ با آغاز پروژهٔ شخصی یک دانشجوی فنلاندی به اسم لینوس تروالدز شروع شد که قصد داشت یک سیستم‌عامل رایگان بسازد. از آن زمان هستهٔ لینوکس به وجود آمد که رشد ثابتی را در سرتاسر تاریخش داشته‌است. از اولین نسخهٔ کد منبع ارئه شدهٔ آن در سال ۱۹۹۱ این هسته از تعداد کمی فایل سی با لایسنس ممنوعیت توزیع تجاری تا نسخه ۳٫۱۸ در تاریخ ۲۰۱۵ با بیشتر از ۲۳ میلیون خط کد منبع با پروانه عمومی همگانی گنو رشد کرده‌است.
| تصویر ریچارد استالمن                                                                                 |  | تصویر لینوس توروالدز |
| ریچارد استالمن، بنیان‌گذار پروژه گنو در سمت راست و لینوس توروالدز، نویسندهٔ اصلی هسته لینوکس در سمت چپ |  |                      |

در سال ۱۹۸۳ میلادی ریچارد استالمن که رئیس بنیاد نرم‌افزارهای آزاد بود پروژه گنو (GNU) را آغاز کرد. در این پروژه که یک جنبش نرم‌افزاری محسوب می‌شد برنامه‌نویسان با یکدیگر همکاری می‌کردند که این همکاری تا به حال نیز ادامه دارد.
آن زمان بیشتر ابزارهای پروژه گنو که با زبان برنامه‌نویسی سی و اسمبلی نوشته شده بود آماده کار بود و تنها یک هستهٔ مناسب و آزاد کم بود. حتی سیستم‌عامل مینیکس نیز با وجود در دسترس بودن کد منبع آن، آزاد نبود و حق نشر مخصوص داشت. کار در پروژه گنو به سمت طراحی یک هسته مناسب متمرکز می‌شد اما به نظر می‌رسید که برای ایجاد این هسته حداقل چند سال دیگر زمان نیاز است.
این تأخیر برای لینوس توروالدز قابل تحمل نبود؛ بنابراین خودش دست به کار شد و با الهام از کد مینیکس کار را آغاز کرد. سرانجام در ۲۵ اوت سال ۱۹۹۱ در ساعت ۲۰:۵۷ (به وقت گرینویچ) پیامی تاریخی به گروه خبری comp.os.minix از طرف لینوس توروالدز ارسال شد. او یک دانشجوی فنلاندی بود که آن زمان در دانشگاه هلسینکی درس می‌خواند.
متن پیام او چنین بود:

درود به هر کس که آن بیرون از مینیکس استفاده می‌کند.
من هم‌اکنون روی سیستم‌عاملی آزاد برای رایانه‌های AT ۳۸۶(۴۸۶) کار می‌کنم (فقط برای سرگرمی؛ مانند پروژهٔ گنو بزرگ و حرفه‌ای نیست). از ماه آوریل کار را آغاز کرده‌ام و هم‌اکنون این سیستم‌عامل آماده‌است و کار می‌کند. دوست دارم از دیدگاه دیگران در مورد سیستم‌عاملم با خبر شوم. چه آنان که مینیکس را دوست دارند و چه آنان که دوست ندارند. چرا که سیستم‌عامل من تا حدی شبیه به مینیکس است.

در حال حاضر (۱٫۰۸)bash و(۱٫۴۰) gcc را بر روی آن دارم و چیزهای دیگری که به نظر می‌رسد همه درست کار می‌کنند. این بدان معناست که طی چند ماه آینده چیز به‌دردبخوری فراهم خواهم کرد و دوست دارم بدانم مردم بیشتر چه امکاناتی لازم دارند. به هر پیشنهاد و نظری خوش‌آمد می‌گویم اما قول نمی‌دهم که آن را انجام دهم!
لینوس (torvalds@kruuna.helsinki.fi).
پ. ن: بله این نرم‌افزار آزاد است. البته قابل انتقال بر روی انواع دیگر رایانه نیست (چرا که دستورهای AT۳۸۶ را به کار می‌برد) و ممکن است غیر از هارد دیسک AT چیز دیگری را پشتیبانی نکند. این همه چیزی است که من دارم!

لینوکس برخلاف مینیکس (یک سیستم‌عامل ساده نوشته شده توسط پروفسور اندرو تننبام که برای آموزش طراحی سیستم‌عامل به کار می‌رفت) که از معماری ریزهسته استفاده می‌کرد، با ایده هسته‌های یکپارچه طراحی شده بود. اولین نسخهٔ لینوکس در سپتامبر ۱۹۹۱ در اینترنت منتشر شد. دومین نسخهٔ آن به فاصلهٔ کمی در اکتبر همان سال منتشر شد. از آن پس هزاران برنامه‌نویس و هکر در سراسر دنیا در این پروژه شرکت کردند. مقالهٔ «کلیسای جامع و بازار» اثر اریک ریموند مدل گسترش هسته لینوکس و نرم‌افزارهای مشابه را تشریح می‌کند.
پنگوئن تاکس نشانه و مایه خوش شانسی هستهٔ لینوکس است. لینوس توروالدز مالک علامت تجاری لینوکس است که به عنوان «نرم‌افزار سیستم‌عامل رایانه برای تسهیل در استفاده و عملیات رایانه» به ثبت رسیده‌است.
کرنل لینوکس در طول زمان در حال رشد بوده‌است. از زمان انتشار اولیه کد منبع در سال ۱۹۹۱، لینوکس از چند فایل کوچک زبان برنامه‌نویسی سی تحت لیسانس انتشار غیرتجاری، به نسخه ۳٫۱۰ در سال ۲۰۱۳ که شامل ۱۶ میلیون خط کد تحت لیسانس پروانه عمومی همگانی گنو رسیده است.

## رویدادهای منجر به ایجاد

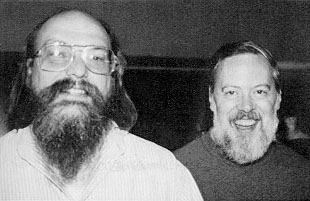
دنیس ریچی (راست) و کن تامسون (چپ)

پس از اینکه ای‌تی اند تی (AT&T) پروژهٔ مولتیکس ر ا رها کرد سیستم‌عامل یونیکس توسط کن تامسون و دنیس ریچی (هر دو از آزمایشگاه‌های بل)در ۱۹۶۹ اجرا و در ۱۹۷۰ منتشر شد. بعداً آن را با زبان برنامه‌نویسی جدیدی، سی، نوشتند تا آن را قابل حمل کنند. دسترسی پذیری و قابل حمل بودن از دلایلی بود که یونیکس توسط مراکز آموزشی و شرکت‌ها پذیرفته و کپی شد و ویرایش یافت.
در سال ۱۹۸۳ ریچارد استالمن پروژهٔ گنو را با هدف ساختن یک سیستم‌عامل شبه یونیکس آغاز کرد. به عنوان بخشی از این پروژه او پروانه عمومی همگانی گنو(GPL) را نوشت. در سال‌های ابتدایی دههٔ نود میلادی تقریباً به اندازهٔ کافی نرم‌افزار دسترس برای ایجاد یک سیستم‌عامل کامل وجود داشت. با این حال هستهٔ گنو که گنو هرد نامیده می‌شد در جذب تلاش لازم برای توسعه ناموفق بود و کنار گذاشته شد.
دیگر سیستم‌عامل رایگان در ۱۹۷۷ با نام بی‌اس‌دی (Berkeley Software Distribution) برای اولین بار منتشر شد. این سیستم‌عامل توسط دانشگاه برکلی بر اساس نسخهٔ ششم یونیکس AT&T توسعه داده شد. چون BSD شامل کدهایی از یونیکس بود که تحت مالکیت AT&T بود، AT&T طرح دعوی در دادگاه در مقابل دانشگاه برکلی کرد. این شکایت بشدت توسعه و پذیرش BSD را محدود کرد.
در ۱۹۸۵ اینتل مدل ۸۰۳۸۶ را منتشر کرد که اولین ریزپردازنده اکس۸۶ با مجموعه دستورالعمل ۳۲ بیتی و یک واحد مدیریت حافظه با صفحه‌بندی (paging) بود.
در ۱۹۸۶ مائوریس باخ از آزمایشگاه بل طراحی سیستم‌عامل یونیکس را منتشر کرد.
مینیکس، یک سیستم‌عامل شبه یونیکس که برای استفاده‌های آموزشگاهی در نظر گرفته شده بود توسط اندرو تننبام در ۱۹۸۷ منتشر شد. در حالی که کد منبع سیستم در دسترس بود ولی ویرایش و باز توزیع آن انحصاری بود. به علاوه طراحی ۱۶ بیتی مینیکس با معماری ۳۲بیتی ۳۸۶ اینتل که به‌طور فزاینده‌ای در حال ارزان و محبوب شدن بود سازگار نبود.
این عوامل و عدم سازگاری گسترده هستهٔ رایگان انگیزهٔ لازم را به لینوس تروالدز برای شروع پروژه داد. او اعلام کرد که اگر گنو هرد یا ۳۸۶بی‌اس‌دی در آن زمان در دسترس بودند به احتمال زیاد خود او شروع به نوشتن و ایجاد لینوکس نمی‌کرد.